# McLaren MP4-17
Chronologie des modèles (2002)
McLaren MP4-16 McLaren MP4-17D
La McLaren MP4-17 est la monoplace de l'écurie McLaren Racing engagée au cours de la saison 2002 pilotée par le Britannique David Coulthard et le Finlandais Kimi Räikkönen.

## Historique
La saison 2001 marque la fin de la paire de pilotes la plus longtemps maintenue en F1, l'association Mika Häkkinen-David Coulthard avec la retraite du Finlandais. Son compatriote Kimi Räikkönen le remplace dans le baquet de la MP4-17 après seulement une saison de Formule 1 derrière lui chez Sauber.
Auteur d'un podium dès l'ouverture de la saison avec le meilleur tour en course, Räikkönen prouve sa capacité d'adaptation à la McLaren malgré sa faible expérience en championnat du monde. Mais, pour les pilotes des "flèches d'argent", leurs montures ne sont pas au niveau des Ferrari F2002 qui dominent la saison.
À Monaco, Coulthard, deuxième sur la grille, dépasse la Williams FW24 de Juan Pablo Montoya à Sainte-Dévote et reste en tête du Grand Prix signant la seule victoire de la saison pour McLaren. Il termine deuxième au Canada, puis troisième en France et aux États-Unis. 

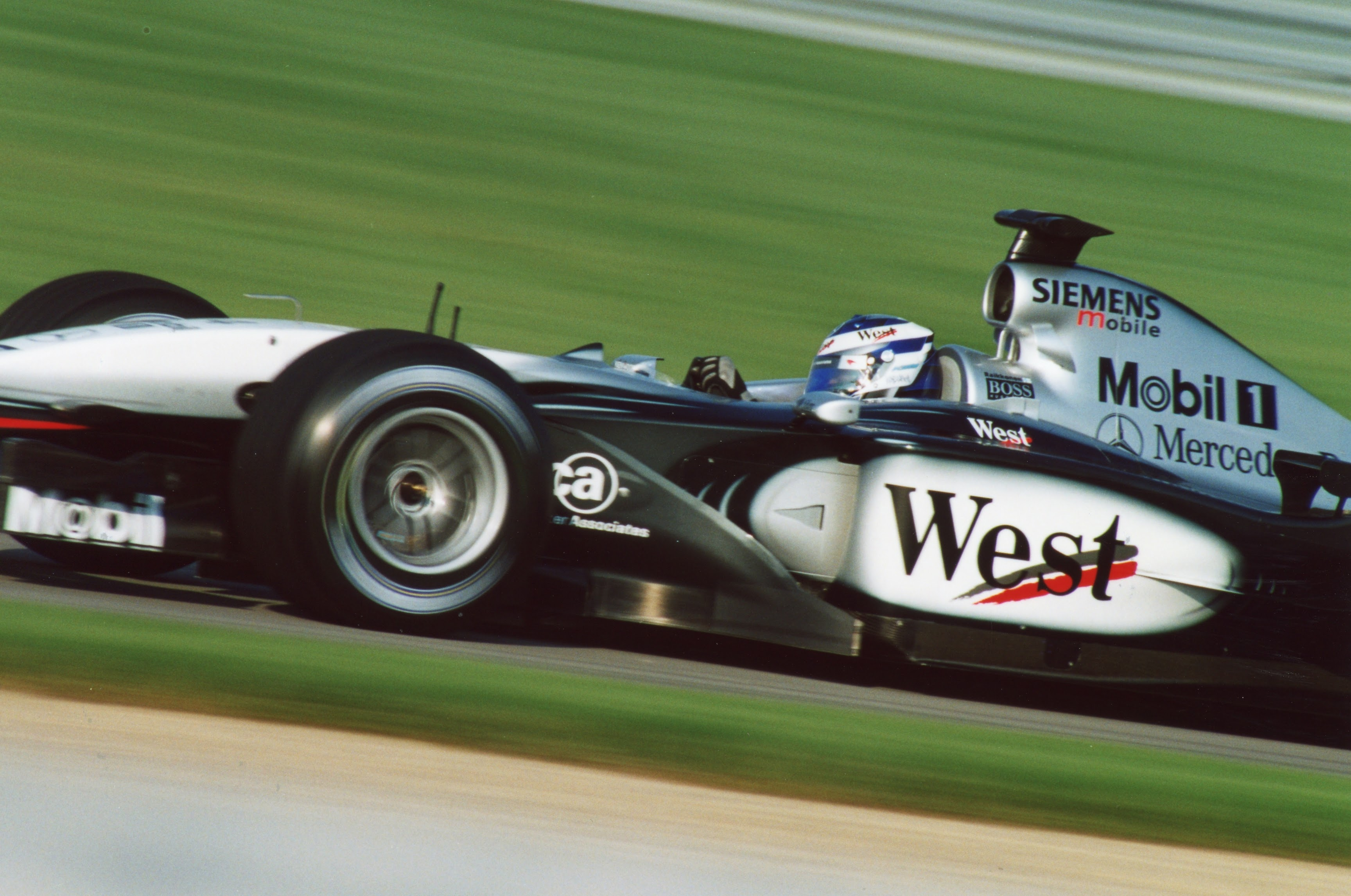
La McLaren MP4-17 de Kimi Räikkonen au Grand Prix des États-Unis 2002.

## Résultats en championnat du monde de Formule 1
| Saison | Écurie                | Moteur                    | Pneus    | Pilotes         | Courses | Courses | Courses | Courses | Courses | Courses | Courses | Courses | Courses | Courses | Courses | Courses | Courses | Courses | Courses | Courses | Courses | Points inscrits | Classement |
| Saison | Écurie                | Moteur                    | Pneus    | Pilotes         | 1       | 2       | 3       | 4       | 5       | 6       | 7       | 8       | 9       | 10      | 11      | 12      | 13      | 14      | 15      | 16      | 17      | Points inscrits | Classement |
| ------ | --------------------- | ------------------------- | -------- | --------------- | ------- | ------- | ------- | ------- | ------- | ------- | ------- | ------- | ------- | ------- | ------- | ------- | ------- | ------- | ------- | ------- | ------- | --------------- | ---------- |
| 2002   | West McLaren Mercedes | Mercedes-Benz FO 110M V10 | Michelin |                 | AUS     | MAL     | BRÉ     | SMR     | ESP     | AUT     | MON     | CAN     | EUR     | GBR     | FRA     | ALL     | HON     | BEL     | ITA     | USA     | JAP     | 65              | 3e         |
| 2002   | West McLaren Mercedes | Mercedes-Benz FO 110M V10 | Michelin | David Coulthard | Abd     | Abd     | 3e      | 6e      | 3e      | 6e      | 1er     | 2e      | Abd     | 10e     | 3e      | 5e      | 5e      | 4e      | 7e      | 3e      | Abd     | 65              | 3e         |
| 2002   | West McLaren Mercedes | Mercedes-Benz FO 110M V10 | Michelin | Kimi Räikkönen  | 3e      | Abd     | 12e     | Abd     | Abd     | Abd     | Abd     | 4e      | 3e      | Abd     | 2e      | Abd     | 4e      | Abd     | Abd     | Abd     | 3e      | 65              | 3e         |

Légende : ici 